# August Arnold
 (mai 2018).
Si vous disposez d'ouvrages ou d'articles de référence ou si vous connaissez des sites web de qualité traitant du thème abordé ici, merci de compléter l'article en donnant les références utiles à sa vérifiabilité et en les liant à la section « Notes et références ».
Pour les articles homonymes, voir Arnold.
August Arnold, né le 12 septembre 1898 à Werfen (Autriche-Hongrie) et mort le 7 avril 1983 à Munich (Allemagne), est un réalisateur, producteur de cinéma et développeur de technologies de cinéma allemand.
Avec Robert Richter, il est le cofondateur de la marque de caméras Arri.